# Maddock
Maddock és una població dels Estats Units a l'estat de Dakota del Nord. Segons el cens del 2000 tenia 498 habitants.

## Demografia
Segons el cens del 2000, Maddock tenia 498 habitants, 238 habitatges, i 127 famílies. La densitat de població era de 218,5 hab./km².
Dels 238 habitatges en un 19,7% hi vivien nens de menys de 18 anys, en un 41,6% hi vivien parelles casades, en un 7,1% dones solteres, i en un 46,6% no eren unitats familiars. En el 45% dels habitatges hi vivien persones soles el 31,5% de les quals corresponia a persones de 65 anys o més que vivien soles. El nombre mitjà de persones vivint en cada habitatge era d'1,92 i el nombre mitjà de persones que vivien en cada família era de 2,67.
Per edats la població es repartia de la següent manera: un 16,9% tenia menys de 18 anys, un 3% entre 18 i 24, un 20,5% entre 25 i 44, un 18,9% de 45 a 60 i un 40,8% 65 anys o més.
L'edat mediana era de 53 anys. Per cada 100 dones de 18 o més anys hi havia 78,4 homes.
La renda mediana per habitatge era de 23.636 $ i la renda mediana per família de 32.500 $. Els homes tenien una renda mediana de 23.750 $ mentre que les dones 16.042 $. La renda per capita de la població era de 15.662 $. Entorn del 9,6% de les famílies i el 13% de la població estaven per davall del llindar de pobresa.

## Poblacions més properes
El següent diagrama mostra les poblacions més properes.